# Костел бернардинців (Дукля)
Костел бернардинів у Дуклі — культова споруда в м. Дукля (нині Підкарпатського воєводства, Польща). Нині — Санктуарій святого Йоанна з Дуклі.

## Відомості
Після беатифікації Яна з Дуклі в 1733 році рада Руської провінції ордену бернардинів вирішила заснувати монастир у рідному місті Блаженного. Дідич міста Юзеф Вандалін Мнішек позитивно поставився до цього проєкту (зокрема, записав фундуші для бернардинців у Дуклі та Рудаві); також пообіцяв фінансову підтримку сяноцький хорунжий Юзеф Буковський. 1741 року рада Руської провінції ордену затвердила дарчу грамоту (фундуш) Ю. В. Мнішека. За короткий час побудували дерев'яний костел блаженного Йоанна з Дуклі разом із монастирем, які посвятили через рік по тому. У 1761–1764 роках тривало будівництво вже мурованих костелу і монастиря. 1743 року до новозбудованого костелу зі Львова привезли мощі («реліквії») блаженного Йоанна з Дуклі.
Єжи Авґуст Мнішек, син Юзефа Вандаліна, завершив будівництво, розпочате батьком. Освячення костелу відбулося в червні 1764 року. Оздоблювальні роботи (башти, дзвіночки, вівтарі) були остаточно завершені в 1777 році.
У костелі є епітафійні таблиці, встановленні на пам'ять про Єжи Авґуста Вандаліна Мнішека, Анну та Францішека Салезія Потоцьких, Пелагею Мнішек з Потоцьких, Марії Амелії Мнішек з Брюлів.

## Мистецька проблематика
Ян К. Островський припускав, що автором якихось різьбярських робіт у костелі був «приятель Пінзеля» — правдоподібно, його близький співробітник, твори якого «можна вирізнити» в церкві Покрови (Бучач), костелів у Наварії, костелі кармелітів (Перемишль), більшості предметів фігурного декору костелу Внебовзяття Пресвятої Діви Марії (Бучач). Анджей Бетлей вважає, що: не варто приписувати Петрові Полейовському роботи при фасаді костелу бернардинців у Дуклі; потрібно відкинути поширену в давнішій літературі атрибуцію, що Матвій Полейовський був автором невеликої фігури воскреслого Христа в костелі.